# ハワイ・アロハ
ハワイ・アロハ（英語: Hawaii Aloha）はハワイ語で「クウ・オネ・ハナウ」（Kuʻu One Hānau）とも呼ばれ、ハワイ島ワイメアで宣教したロレンゾ・ライオンズ（Lorenzo Lyons）作詞、ジェームズ・マクグラナハン（James McGranahan）作曲のハワイ賛歌である。

## 歴史
もともとは1840年台にマクナハンが作曲した讃美歌「I left It All with Jesus」（作詞はEllen Willis  ）をカメハメハ4世が大好きで、ライオンズにハワイ語の歌詞を頼んだいう。  
この歌はハワイではよく歌われる。1967年にハワイ州歌を決める時に「ハワイ・アロハ」は「ハワイ・ポノイ」と共に候補に挙がり、結局後者が選ばれたが、今でもハワイ州知事の認証式、ハワイ州議会下院、同上院の開会式にも歌われる。ハワイの音楽会の最後にも観衆も含めた全員で歌うことが多く、歌詞の最後では両手を頭上に挙げるのが習慣である。